# 大江东去 (2003年电视剧)

电视剧DVD封面

电视剧《大江东去》，是中国大陆在2003年拍摄以沈阳慕马案为原型的电视剧，曾在沈阳实地取景。此剧也是导演雷献禾“反腐打黑三部曲”（《大雪无痕》、《决不放过你》、《大江东去》）的终结篇。

## 剧情
电视剧以古城奉阳的一场绑架案拉开序幕。
　

## 制作
- 导演：雷献禾
- 总制片人：侯宇恒
- 出品人：侯宇恒

## 演员
- 李幼斌饰贺远鹏
- 曹　力饰沈培林
- 何政军饰罗一群
- 赵恒煊饰陆天宇
- 艾丽娅饰方若梅
- 阎淑琴饰唐丽华
- 潘雨辰饰林惠珊
- 申　杰饰高大林
- 刘毓滨饰王国琼
- 李　婷饰苏　婷
- 叶　静饰罗　宇
- 张　恕饰肖　楠
- 傅羽嘉
- 程雍饰施大可

友情出演
- 李小璐饰沈冰冰
- 王好明

## 原型
- 慕马案
- 慕绥新

剧中贺远鹏的原型。 
- 马向东

剧中沈培林的第一原型。 